# Ze lijkt net niet op jou
"Ze lijkt net niet op jou" is een nummer van het Nederlandse duo Nick & Simon. Het nummer werd uitgebracht op hun album Sterker uit 2012. Op 16 november van dat jaar werd het nummer uitgebracht als de derde single van het album.

## Achtergrond
"Ze lijkt net niet op jou" is geschreven door Simon Keizer en Gordon Groothedde en geproduceerd door Groothedde. Het nummer werd in drie delen als single uitgebracht. Op alle cd-singles stonden, naast de hoofdsingle, drie live-opnames van het concert dat het duo gaf in het Koninklijk Theater Carré op 19 september 2012. Zo staan er eigen nummers op de singles, maar staan op het eerste deel ook covers van "The Sound of Silence" van Simon & Garfunkel en "I'm Yours" van Jason Mraz. Op het tweede deel staat tevens een cover van "Naast jou" van Boudewijn de Groot.
"Ze lijkt net niet op jou" bereikte de Nederlandse Top 40 niet en bleef steken op de eerste plaats in de Tipparade. In de Single Top 100 kwam het daarentegen tot de vierde plaats. In de Vlaamse Ultratop 50 kwam het ook niet terecht, maar kwam het wel tot plaats 32 in de "Bubbling Under"-lijst. Later werd er ook een kerstversie van het nummer uitgebracht. De videoclip van het nummer is opgenomen in Madame Tussauds Amsterdam, waar het duo rond die tijd hun wassen beelden onthulden. In de clip speelt Philippe Geubels de rol van bewaker, en spelen onder meer Jan Peter Balkenende, Wendy van Dijk en Roel van Velzen hun eigen wassen beelden die tot leven komen.

## Hitnoteringen

### Single Top 100
| Hitnotering: 24-11-2012 t/m 09-02-2013 | Hitnotering: 24-11-2012 t/m 09-02-2013 | Hitnotering: 24-11-2012 t/m 09-02-2013 | Hitnotering: 24-11-2012 t/m 09-02-2013 | Hitnotering: 24-11-2012 t/m 09-02-2013 | Hitnotering: 24-11-2012 t/m 09-02-2013 | Hitnotering: 24-11-2012 t/m 09-02-2013 | Hitnotering: 24-11-2012 t/m 09-02-2013 | Hitnotering: 24-11-2012 t/m 09-02-2013 | Hitnotering: 24-11-2012 t/m 09-02-2013 | Hitnotering: 24-11-2012 t/m 09-02-2013 | Hitnotering: 24-11-2012 t/m 09-02-2013 | Hitnotering: 24-11-2012 t/m 09-02-2013 | Hitnotering: 24-11-2012 t/m 09-02-2013 |
| Week                                   | 1                                      | 2                                      | 3                                      | 4                                      | 5                                      | 6                                      | 7                                      | 8                                      | 9                                      | 10                                     | 11                                     | 12                                     |                                        |
| -------------------------------------- | -------------------------------------- | -------------------------------------- | -------------------------------------- | -------------------------------------- | -------------------------------------- | -------------------------------------- | -------------------------------------- | -------------------------------------- | -------------------------------------- | -------------------------------------- | -------------------------------------- | -------------------------------------- | -------------------------------------- |
| Positie                                | 4                                      | 6                                      | 5                                      | 15                                     | 19                                     | 26                                     | 51                                     | 66                                     | 39                                     | 60                                     | 66                                     | 98                                     | uit                                    |

### NPO Radio 2 Top 2000
Ze lijkt net niet op jou stond alleen in 2013 in de NPO Radio 2 Top 2000, op plek 1608.